# The Drifters
 (décembre 2017).
Si vous disposez d'ouvrages ou d'articles de référence ou si vous connaissez des sites web de qualité traitant du thème abordé ici, merci de compléter l'article en donnant les références utiles à sa vérifiabilité et en les liant à la section « Notes et références ».
Pour l’article homonyme, voir The Drifters (film).
The Drifters est un groupe vocal américain de doo-wop, rock 'n' roll, rhythm and blues et soul formé en 1953. Emmené par Clyde McPhatter puis Ben E. King, le groupe connaît un vif succès à la fin des années 1950 - début des années 1960 dont témoignent peu les LPs, leurs sorties ayant toujours été en décalage de deux ou trois années avec les périodes d'enregistrement.

## Biographie

### L'ère McPhatter
Clyde McPhatter, ancien chanteur des Dominoes, fonde le groupe en 1953 avec quelques compagnons de chorale. Engagés par Ahmet Ertegün, patron d'Atlantic, ils rencontrent le succès dès leur premier disque, Money Honey (1954), précurseur du rock'n' roll, qui se classe n°1 des charts rhythm & blues. Ils enchaînent avec Such A Night, Honey Love, ou encore une reprise du classique White Christmas qui sera disque d'or.
Multipliant les tournées aux États-Unis, le groupe n'enregistre pas d'album en tant que tel ; leur premier album, Clyde McPhatter and The Drifters (1956) est une compilation de singles et faces B déjà commercialisés, le leader ne fait d'ailleurs plus partie du groupe au moment où sort l'album. À l'époque, les changements de formation du groupe nuisent à son image, une caractéristique qui deviendra emblématique de la formation.

### Le virage Ben E. King
En 1954, McPhatter, parti à l'armée, est remplacé par David Baughan, puis Johnny Moore, sans beaucoup de résultats. Leur manager George Treadwell, qui refuse toute augmentation de salaires (les membres du groupe gagnaient alors à hauteur de 100$ par semaine), décide alors de renvoyer tout le groupe et de le remplacer par les musiciens des Five Crowns.
Les nouveaux Drifters, emmenés par Ben E. King, adoptent un style beaucoup plus vendeur qui, grâce aux compositions de Jerry Leiber et Mike Stoller, rencontre un grand succès : There Goes My Baby, Save the Last Dance for Me (album éponyme publié en 1962), Please Stay. L'âge d'or du groupe prend vite fin puisque c'est fin 1959 que Ben E. King décide de lancer sa carrière solo, laissant les Drifters une nouvelle fois sans meneur.

### Une fin de parcours chaotique
C'est Rudy Lewis qui prend la place de Nelson. Le groupe, en permanente re-formation, signera encore quelques tubes avec Up on the Roof, On Broadway, et surtout le classique Under the Boardwalk (1964). Après la mort de Lewis (1964), les chanteurs se succèdent à la tête de Drifters qui ne parviendront jamais à revenir sur le devant de la scène. Ils se sépareront en plusieurs formations parallèles et continueront à tourner durant de nombreuses années.
Le groupe est intronisé au Rock and Roll Hall of Fame en 1988.

## Membres respectifs
- Clyde McPhatter (1953-1954)
- David Baughan (1953, 1954-1955)
- William Anderson (1953)
- David Baldwin (1953)
- James Johnson (1953)
- Bill Pinkney (1953-1956)
- Gerhart Thrasher (1953-1958)
- Andrew Thrasher (1953-1956)
- Willie Ferbee (1953)
- Jimmy Oliver (1954-1957)
- Johnny Moore (1954-1957, 1964-1978, 1980, 1983, 1987-1998)
- Tommy Evans (1956-1962)
- Charlie Hughes (1956)
- Bobby Hendricks (1957)
- Jimmy Millinder (1957)
- Ben E. King (1958-1960, 1981-1985)
- Charlie Thomas (1958-1967)
- Dock Green (1958-1962)
- Elsbeary "Beary" Hobbs (1958-1960)
- James Clark (1958-1959)
- Johnny Lee Williams (1959-1960)
- Reggie Kimber (1959-1960)
- James Poindexter (1960)
- Rudy Lewis (1960-1964)
- Eugene "Gene" Pearson (1962-1966)
- Johnny Terry (1963-1966)
- Jimmy Lewis (1963-65)
- Ray Lewis (1978-1983, 1986-1988)
- Terry King (1978-????)
- Rudy Ivan (????-1982)
- Louis Price (1980-1983, 1986)
- Peter Lamarr (1990, 1991, 1998-2001, 2004-????)
- Roy Hemmings (1990-2003)
- Rohan Delano Turney (1991-????)
- Patrick Alan (1990, 1998-????)
- Vernon K. Taylor (1995-present)
- Victor Bynoe (2002-????)
- Steve V. King (2008-2010)
- Maurice Cannon (2008-2011)
- Damion Charles (2008-2012)
- Michael Williams (2008-present)
- Ryan King (2010-present)
- Carlton Powell (2011-present)
- Pierre Herelle (2012-present)

## Discographie

### Albums
- Clyde McPhatter & the Drifters (1956, Atlantic)
- Rockin' & Driftin (1958)
- Save the Last Dance for Me (1962)
- Up on the Roof (1963) US: #110
- Under the Boardwalk (1964) US: #40
- The Good Life With the Drifters (1965) US: #103
- I'll Take You Where the Music's Playing (1966)
- The Drifters' Golden Hits (1968) US: #122 UK: #26
- The Drifters Now (1973, Bell)
- Love Games (1975, Bell)
- There Goes My First Love (1975, Bell)
- 24 Original Hits (1975, Atlantic) UK: #2
- Every Ngiht is Saturday Night (1976, Arista)
- Juke Box Giants (1982, Audio Fidelity)
- Live at Harvard University (1986, New Rose)
- The Very Best of the Drifters (1986, Atlantic) UK: #24
- Drifters Christmas (1998, Happy Holidays)
- The Definitive Drifters (2003, Atlantic) UK: #8

### Singles
| Année | Titre                                           | Classement       | Classement       | Classement  |
| Année | Titre                                           | États-Unis (Pop) | États-Unis (R&B) | Royaume-Uni |
| ----- | ----------------------------------------------- | ---------------- | ---------------- | ----------- |
| 1953  | Money Honey                                     | —                | 1                | —           |
| 1954  | Lucille                                         | —                | —                | —           |
| 1954  | Honey Love                                      | 21               | 1                | —           |
| 1954  | Someday You'll Want Me to Want You              | —                | —                | —           |
| 1954  | White Christmas                                 | 80               | 5                | —           |
| 1955  | Whatcha Gonna Do                                | —                | 2                | —           |
| 1955  | Everyone's Laughing                             | —                | —                | —           |
| 1955  | Adorable                                        | —                | 1                | —           |
| 1956  | Steamboat (face B de Adorable)                  | —                | 5                | —           |
| 1956  | Ruby Baby                                       | —                | 10               | —           |
| 1956  | I Gotta Get Myself a Woman                      | —                | 11               | —           |
| 1957  | Fools Fall in Love                              | 69               | 10               | —           |
| 1957  | Hypnotized                                      | 79               | —                | —           |
| 1957  | I Know                                          | —                | —                | —           |
| 1958  | Drip Drop                                       | 58               | —                | —           |
| 1958  | Moonlight Bay (face B de Drip Drop)             | 72               | —                | —           |
| 1959  | There Goes My Baby                              | 2                | 1                | —           |
| 1959  | (If You Cry) True Love, True Love               | 33               | 5                | —           |
| 1959  | Dance with Me (face B de True Love, True Love)  | 15               | 2                | 17          |
| 1960  | This Magic Moment                               | 16               | 4                | —           |
| 1960  | Lonely Winds                                    | 54               | 9                | —           |
| 1960  | Save the Last Dance for Me                      | 1                | 1                | 2           |
| 1960  | I Count the Tears                               | 17               | 6                | 28          |
| 1961  | Some Kind of Wonderful                          | 32               | 6                | —           |
| 1961  | Please Stay                                     | 14               | 13               | —           |
| 1961  | Sweets for My Sweet                             | 16               | 10               | —           |
| 1961  | Room Full of Tears                              | 72               | —                | —           |
| 1962  | When My Little Girl Is Smiling                  | 28               | —                | 31          |
| 1962  | Stranger on the Shore                           | 73               | —                | —           |
| 1962  | Sometimes I Wonder                              | —                | —                | —           |
| 1962  | Up on the Roof                                  | 5                | 4                | —           |
| 1963  | On Broadway                                     | 9                | 7                | —           |
| 1963  | If You Don't Come Back                          | —                | —                | —           |
| 1963  | Rat Race (face B de If You Don't Come Back)     | 71               | —                | —           |
| 1963  | I'll Take You Home                              | 25               | 24               | 37          |
| 1964  | Vaya con Dios                                   | 43               | —                | —           |
| 1964  | One-Way Love                                    | 56               | —                | —           |
| 1964  | Under the Boardwalk                             | 4                | —                | —           |
| 1964  | I've Got Sand in My Shoes                       | 33               | —                | —           |
| 1964  | Saturday Night at the Movies                    | 18               | —                | 3           |
| 1964  | I Remember Christmas                            | —                | —                | —           |
| 1965  | At the Club                                     | 43               | 10               | 35          |
| 1965  | Come On Over to My Place                        | 60               | —                | 40          |
| 1965  | Follow Me                                       | 91               | —                | —           |
| 1965  | I'll Take You Where the Music's Playing         | 51               | —                | —           |
| 1965  | Nylon Stockings                                 | —                | —                | —           |
| 1966  | Memories Are Made of This                       | 48               | —                | —           |
| 1966  | Up in the Steeets of Harlem                     | —                | —                | —           |
| 1966  | Baby What I Mean                                | 62               | 37               | 49          |
| 1967  | Ain't It the Truth                              | —                | 36               | —           |
| 1968  | Still Burning in My Heart                       | —                | —                | —           |
| 1969  | Steal Away                                      | —                | —                | —           |
| 1970  | You Got to Pay Your Dues                        | —                | —                | —           |
| 1971  | A Rose by Any Other Name                        | —                | —                | —           |
| 1972  | Something Tells Me                              | —                | —                | —           |
| 1973  | You've Got Your Troubles                        | —                | —                | —           |
| 1973  | Like Sister and Brother                         | —                | —                | 7           |
| 1974  | Kissin' in the Back Row of the Movies           | —                | 83               | 2           |
| 1974  | I'm Free (For the Rest of My Life)              | —                | —                | —           |
| 1974  | Down on the Beach Tonight                       | —                | —                | 7           |
| 1975  | Love Games                                      | —                | —                | 33          |
| 1975  | There Goes My First Love                        | —                | —                | 3           |
| 1975  | Can I Take You Home Little Girl                 | —                | —                | 10          |
| 1976  | Hello Happiness                                 | —                | —                | 12          |
| 1976  | Every Night's a Saturday Night with You         | —                | —                | 29          |
| 1976  | You're More than a Number in My Little Red Book | —                | —                | 5           |